# Dysaphis neostroyani
Dysaphis neostroyani är en insektsart. Dysaphis neostroyani ingår i släktet Dysaphis och familjen långrörsbladlöss. Inga underarter finns listade i Catalogue of Life.